# 怒江路
怒江路是中華人民共和國上海市普陀区一條東西-南北走向道路，西起自大渡河路，與金沙江路相交，有橫跨西虬江的怒江路桥，北至怒江苑門口。道路全长871米，宽20米，车行道宽12米。道路於1981年修筑，道路名稱來自於怒江。